# ليوناردو دا كوتري
ليوناردو دا كوتري (بالإيطالية: Leonardo da Cutri)‏ هو لاعب شطرنج إيطالي ومن أساتذة الشطرنج الأوائل في أوربا.فاز ببطولة مدريد عام 1575.

## حياته
ولد سنة 1542 في مدينة كوترو بكالابريا وتوفي عام 1587 في مدينة بيزينيانو. لقب بإلبوتينو (Il Puttino، كلمة إيطالية تعني الطفل الصغير وذلك لقصر قامته). عرف أيضا باسم «جيوفاني دي بونا ليوناردو» كما باسم «ليوناردو جيوفاني». هاجر إلى روما في مرحلة شبابه لدراسة القانون واهتم بدراسة لعبة الشطرنج.

## نشاطاته بلعبة الشطرنج
في سنة 1560 إنهزم أمام روي لوبيز في روما. سافر ولعب الشطرنج بين سنتي 1566 و1572 في روما، مارسيليا، جنوة وبرشلونة. تلقى هزيمة أخرى من لوبيز في 1574، لكنه فاز في مباراة الانتقام في السنة الموالية ضده في مدريد. وكان ندا له في اللعبة.
في سنة (1575)، فاز بجائزة «ألف دوقية» في البطولة الدولية الأولى التي عقدت في مدريد من قبل ملك إسبانيا فيليب الثاني واعتبر بين أفضل اللاعبين في ذلك الوقت. بعد فوزه، انتقل إلى لشبونة بناء على دعوة من ملك البرتغال سيباستيان الأول من لمواجهة بطل البرتغال، الملقب بمورو، فاز في المباراة التي جمعتهما وكوفئ من قبل الملك. في سنواته الأخيرة، ترك ليوناردو البرتغال، وانتقل إلى نابولي وأصبح مبعوثا لأمير بيزينيانو.

## روابط خارجية
- ليوناردو دا كوتري على موقع مباريات الشطرنج (الإنجليزية)